# Gustaf Borenius
Gustaf Einar Borenius, född 9 november 1912 i Viborg i Viborgs län, Finland, död 17 mars 1988 i Gustav Vasa församling i Stockholms län, var en svensk militär och försvarsforskare.

## Biografi
Gustaf Borenius tillhörde en gammal finlandssvensk släkt. Fadern filosofie doktor Einar Borenius tjänstgjorde vid den nyligen inrättade finländska legationen i Stockholm och sonen kom att växa upp i Djursholm, där han gick i skola. Modern hette Estrid Beyrath. Efter studentexamen blev Gustaf svensk medborgare, varefter han sökte sig till officersyrket.
Gustaf Borenius avlade officersexamen vid Krigsskolan 1934 och utnämndes samma år till fänrik i fortifikationen, där han befordrades till underlöjtnant 1936. Han inträdde 1937 i det nybildade truppslaget ingenjörtrupperna, där han befordrades till löjtnant 1938. Han gick Allmänna fortifikationskursen vid Artilleri- och ingenjörhögskolan (AIHS) 1936–1938 och Högre ingenjörskursen där 1941–1943. År 1940 tjänstgjorde han som löjtnant i Svenska frivilligkårens ingenjörskompani. Han befordrades till kapten 1942, var lärare i hållfasthetslära vid AIHS 1943–1944, lärare i matematik vid AIHS 1951–1952 och lärare i matematik och tillämpad mekanik vid Krigshögskolan 1952–1960. Han befordrades till major 1954.
Han avlade filosofie kandidatexamen 1947 och filosofie licentiatexamen 1960, varefter han 1960–1977 var laborator vid Försvarets forskningsanstalt. Han avlade 1963 filosofie doktor-examen vid Stockholms universitet med avhandlingen Hit probability in salvos and series. År 1972 inträdde han som överstelöjtnant i ingenjörtruppernas reserv.
Gustaf Borenius invaldes som ledamot av Kungliga Krigsvetenskapsakademien 1955.
Gustaf Borenius var son till legationsrådet Einar Borenius och Estrid Beyrath. Han gifte sig 1948 med Anna-Lisa Nyström (1905–1999). Makarna är gravsatta i Gustav Vasa kyrkas kolumbarium i Stockholm.

### Utmärkelser
- Riddare av första klassen av Svärdsorden, 1954.[13]